# 厚膜电致发光技术
厚膜电致发光技术（Thick-film dielectric electroluminescent，简称TDEL），一种电致发光技术，其结构类似常规的薄膜电致发光，在前电极与后电极之间包含包含1层或多层发光材料与介质材料，不同之处是薄膜电介质变更为厚膜，三基色荧光材料变更为蓝色电致发光材料及荧光转换材料的组合。该技术主要由加拿大iFire公司开发，但是因为其始终无法取得市场与关注，2007年，iFire公司开发停滞。